# Cassidoloma discoidea
Cassidoloma discoidea là một loài bọ cánh cứng trong họ Discolomatidae. Loài này được Kolbe miêu tả khoa học năm 1898.